# Gedaagde
Gedaagde is de naam die in het burgerlijk procesrecht wordt gegeven aan de verwerende partij in een gerechtelijke procedure tussen burgers onderling. De gedaagde wordt door middel van een dagvaarding voor de rechtbank gedaagd om te reageren op de vordering van een eiser. 
In een verzoekschriftprocedure spreek je niet van gedaagde, maar van verweerder. 
De gedaagde kan reageren op de dagvaarding door een conclusie van antwoord bij de rechtbank in te dienen. Behalve bij de sector kanton kan dat alleen maar met behulp van een advocaat. Bij zijn conclusie van antwoord kan de gedaagde ook een tegenvordering instellen. Die wordt dan eis in reconventie genoemd.